# Chiesa di San Giuseppe (Pisa)
La chiesa di San Giuseppe di Pisa si trova in via San Giuseppe.

## Storia e descrizione
La chiesa, fondata nel 1530 e consacrata nel 1572, appartenne alle monache Gesuate di Lucca. Fu completamente rifatta fra il 1707 e il 1710 dai fratelli pisani Giuseppe e Francesco Melani, pittori e architetti, che ridisegnarono anche la facciata e la decorazione interna in stucchi dell'elegante aula.
Nella chiesa, a partire dal 1791, ebbe sede la compagnia del Ss. Salvatore, detta "del Crocione", che venne istituita da Giordano da Rivalto nel XIV secolo.
All'esterno, un finestrone sovrasta il portale in marmo con centina e, ai lati, paraste con capitelli corinzi. Due lapidi sono poste ai lati dell'ingresso: quella di sinistra ricorda la fondazione della compagnia del Crocione, quella di destra i restauri del 1895.
Il campanile, quadrangolare, è in laterizio e risale al 1710. Venne edificato in sostituzione di un preesistente del 1614.
All'interno si trovano un organo Agati del XIX secolo e dipinti settecenteschi. Del 1705 è il Cristo caduto sotto la Croce inserito in una nicchia della parete destra: scultura lignea rivestita in stucco bianco, venne realizzata da Giuseppe Giacobbi per la Certosa di Calci, e trasportata nell'attuale collocazione nel 1808.
La chiesa, appartenente alla Misericordia di Pisa, è stata riaperta al culto dal 2003.

## Altre immagini

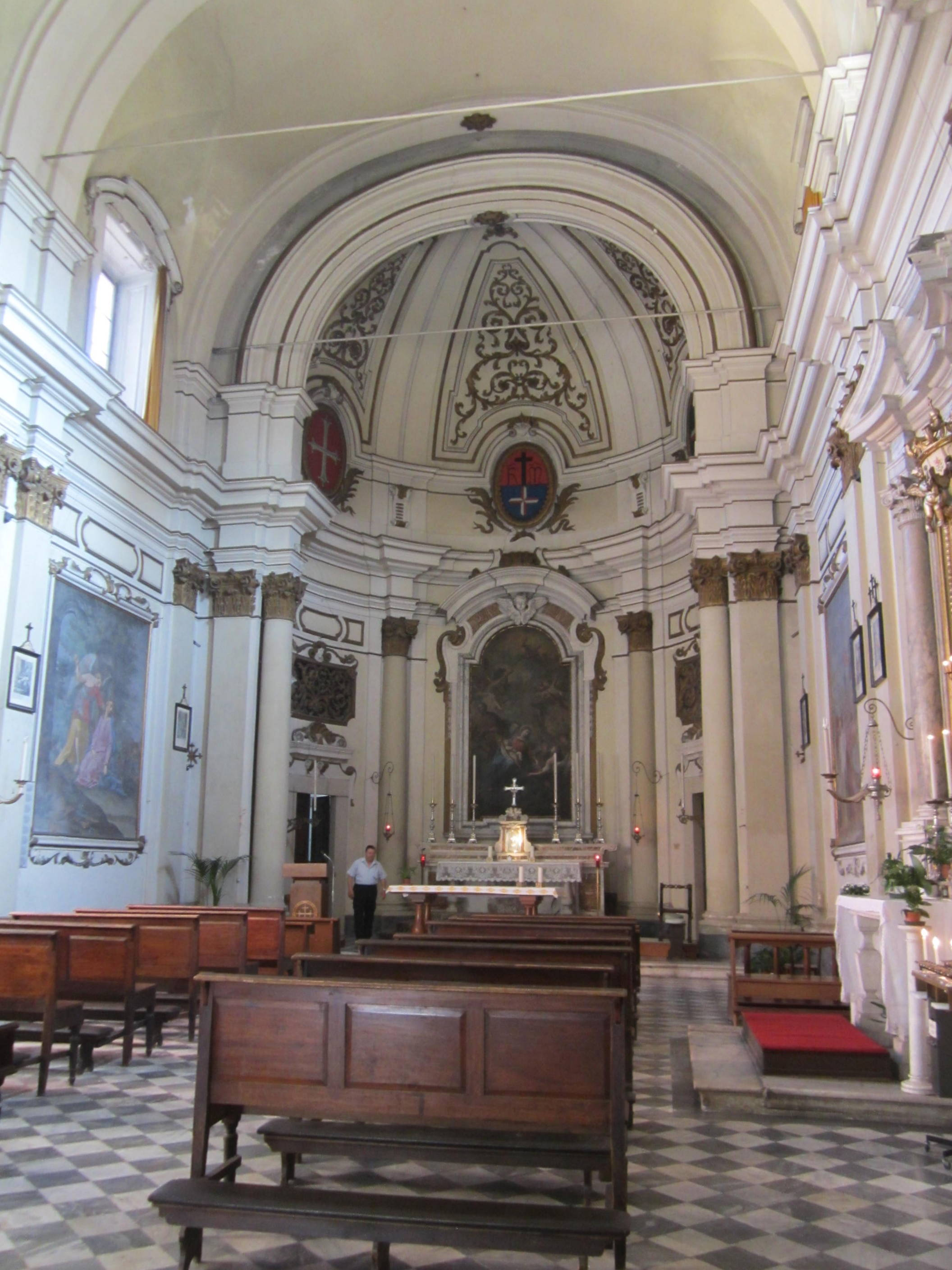
L'interno
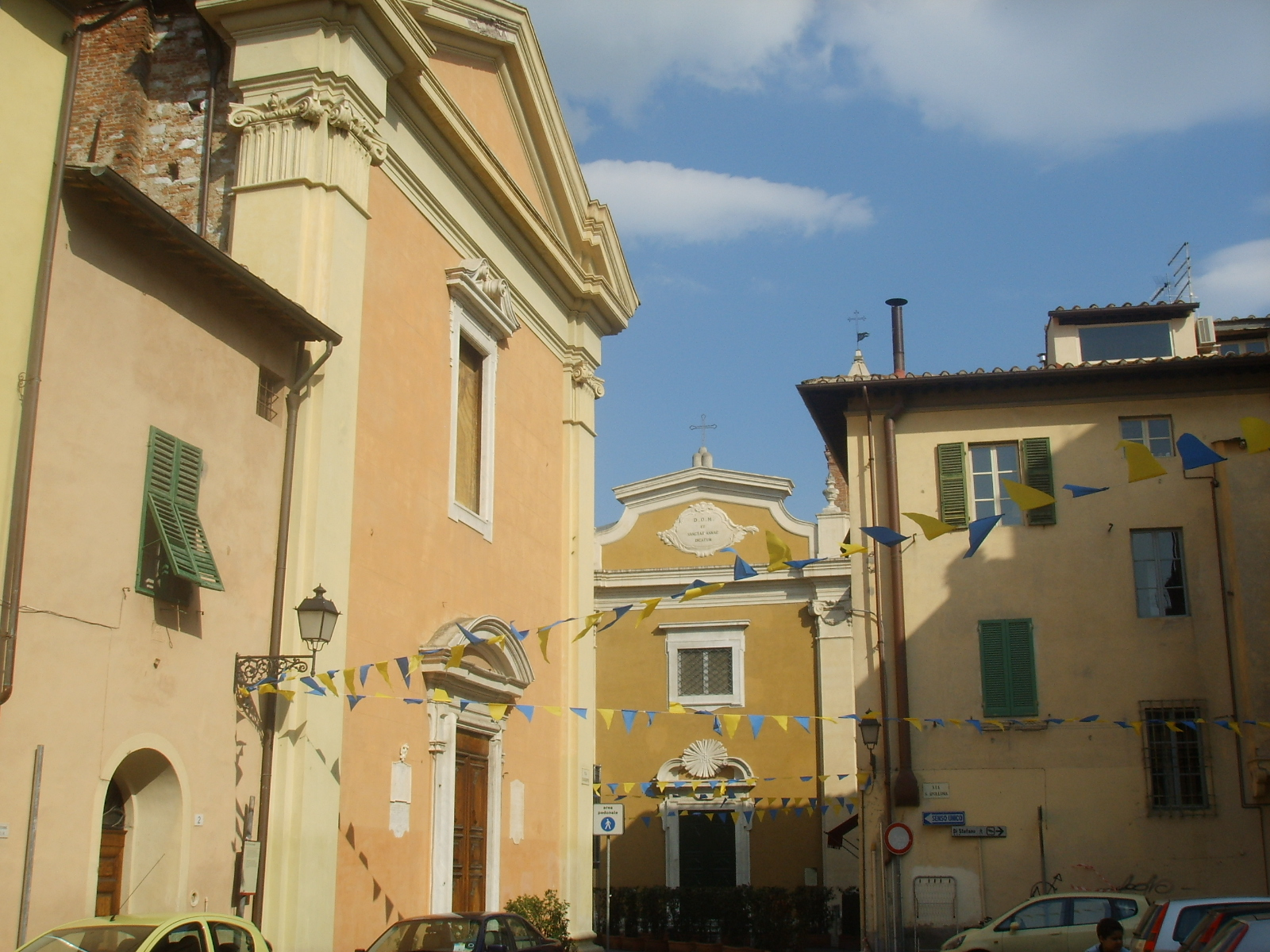
La chiesa di San Giuseppe e sullo sfondo la chiesa e convento di Sant'Anna
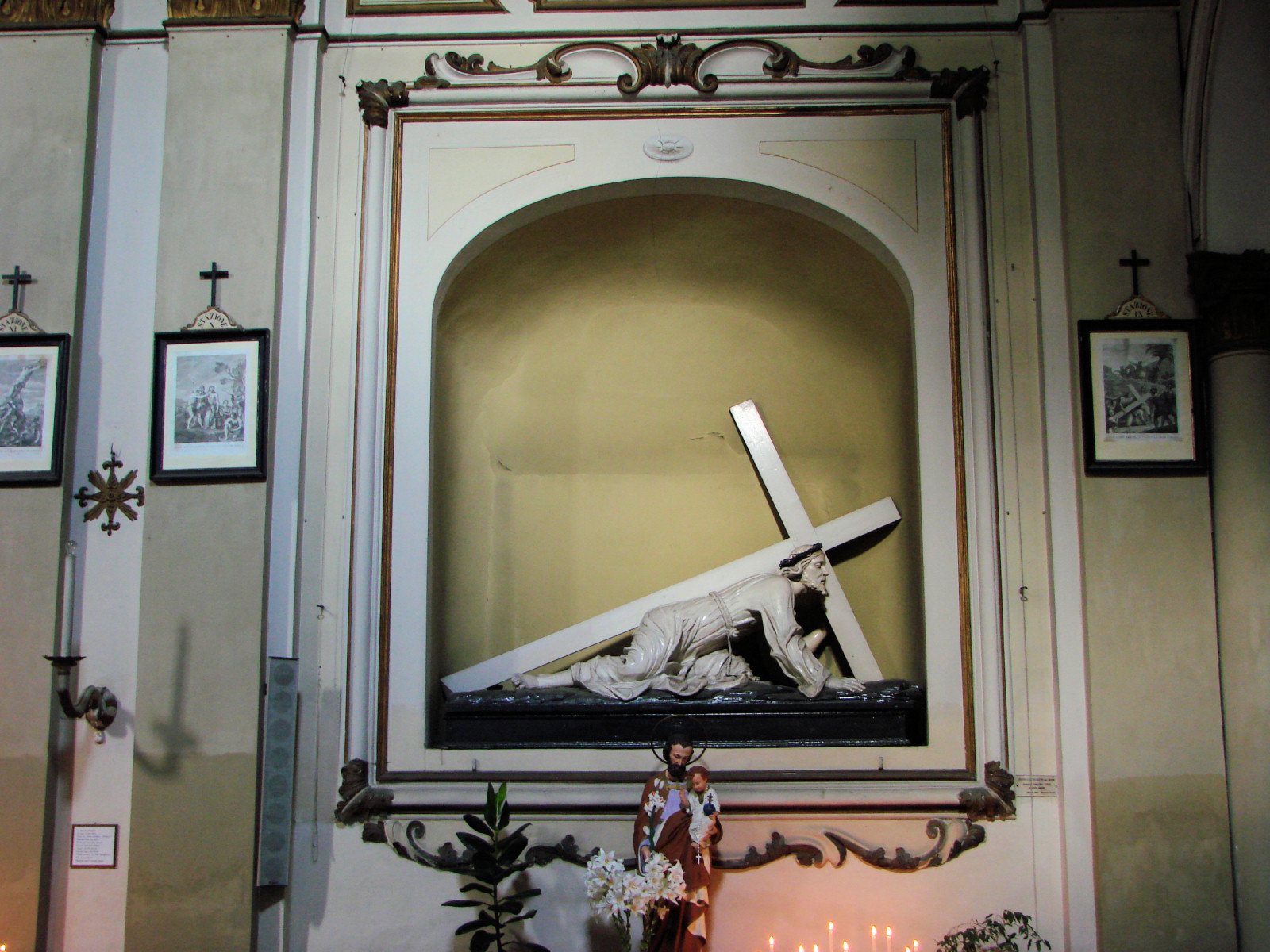
Cristo caduto sotto la Croce